# ترانه‌شناسی عبدالحسین مختاباد
در زیر فهرست کاملی از ترانه‌های اجرا شده و آلبوم‌های عبدالحسین مختاباد قرار دارد.

## آلبوم‌ها

### تمنای وصال(۱۳۷۰)
ناشر: گلنوای هنر
آوای سپهر
نشر شهرام
| نام ترانه                | ترانه‌سرا  | آهنگساز           | تنظیم‌کننده    |
| ------------------------ | --------- | ----------------- | ------------- |
| تمنای وصال               | شیخ بهایی | عبدالحسین مختاباد | حسین فرهادپور |
| آواز بیات اصفهان         | سعدی      | عبدالحسین مختاباد | حسین فرهادپور |
| تصنیف دود عشق            | سعدی      | عبدالحسین مختاباد | حسین فرهادپور |
| تمنای وصال (آهنگ بی‌کلام) |           | عبدالحسین مختاباد | حسین فرهادپور |
| تصنیف بازآمدم            | مولوی     | عبدالحسین مختاباد | حسین فرهادپور |
| آواز با نی               | سعدی      | عبدالحسین مختاباد | حسین فرهادپور |
| ضربی مخالف با نی         | بابا طاهر | عبدالحسین مختاباد | حسین فرهادپور |
| تصنیف غم یار             | بابا طاهر | عبدالحسین مختاباد | حسین فرهادپور |
| تصنیف بی‌کلام             |           | عبدالحسین مختاباد | حسین فرهادپور |

### سفر عشق(۱۳۷۱)
ناشر:
| نام ترانه     | ترانه‌سرا | آهنگساز     | تنظیم‌کننده  |
| ------------- | -------- | ----------- | ----------- |
| کجایی         | عطار     | ملیحه سعیدی | ملیحه سعیدی |
| ساز و آواز    | عطار     | ملیحه سعیدی | ملیحه سعیدی |
| ای جان من     | مولانا   | ملیحه سعیدی | ملیحه سعیدی |
| چهار مضراب    |          | ملیحه سعیدی | ملیحه سعیدی |
| ساز و آواز    | عطار     | ملیحه سعیدی | ملیحه سعیدی |
| چهار مضراب    |          | ملیحه سعیدی | ملیحه سعیدی |
| یار من        | مولانا   | ملیحه سعیدی | ملیحه سعیدی |
| تکنوازی قانون |          | ملیحه سعیدی | ملیحه سعیدی |
| ساز و آواز    |          | ملیحه سعیدی | ملیحه سعیدی |
| ای جان جانم   | عطار     | ملیحه سعیدی | ملیحه سعیدی |
| ساز و آواز    |          | ملیحه سعیدی | ملیحه سعیدی |

### شِکوِه(۱۳۷۲)
ناشر: حوزه هنری
| نام ترانه     | ترانه‌سرا     | آهنگساز           | تنظیم‌کننده     |
| ------------- | ------------ | ----------------- | -------------- |
| تصنیف کاروان  | مهرداد اوستا | عبدالحسین مختاباد | مهیار فیروزبخت |
| چشم اشکبار    | مهرداد اوستا | عبدالحسین مختاباد | مهیار فیروزبخت |
| تصنیف ساغر می | مهرداد اوستا | عبدالحسین مختاباد | مهیار فیروزبخت |
| نگارین بت     | مهرداد اوستا | عبدالحسین مختاباد | مهیار فیروزبخت |
| تصنیف شکوه    | مهرداد اوستا | عبدالحسین مختاباد | مهیار فیروزبخت |

### شبانگاهان(۱۳۷۳)
ناشر: آوای سپهر
| نام ترانه           | ترانه‌سرا   | ملودی   | موسیقی          |
| ------------------- | ---------- | ------- | --------------- |
| تصنیف شبانگاهان     | ساعد باقری | مختاباد | فریدون شهبازیان |
| ساز و آواز          | حافظ       |         | فریدون شهبازیان |
| تصنیف فریاد بی‌قراری | سعدی       | مختاباد | فریدون شهبازیان |
| تصنیف نسیم          | حافظ       | مختاباد | فریدون شهبازیان |
| ساز و آواز          | حافظ       |         | فریدون شهبازیان |
| نسیم (بی‌کلام)       |            | مختاباد | فریدون شهبازیان |
| ساز و آواز          | امام خمینی |         | فریدون شهبازیان |
| تصنیف بوی گل        | ساعد باقری | مختاباد | فریدون شهبازیان |

### داغ تنهایی(۱۳۷۴)
ناشر: سروش
| نام ترانه         | ترانه‌سرا     | آهنگساز    | تنظیم‌کننده |
| ----------------- | ------------ | ---------- | ---------- |
| شیدایی            | آشفته        | امید سیّاره | امید سیّاره |
| نیایش             | آشفته        | امید سیّاره | امید سیّاره |
| چهار مضراب شوشتری |              | امید سیّاره | امید سیّاره |
| ساز و آواز        | پریش شهرضایی | امید سیّاره | امید سیّاره |
| تصنیف شوشتری      | آشفته        | امید سیّاره | امید سیّاره |
| سوز و آواز        | آشفته        | امید سیّاره | امید سیّاره |
| قطعه انتظار       |              | امید سیّاره | امید سیّاره |
| ساز و آواز        | رهی معیری    | امید سیّاره | امید سیّاره |
| داغ تنهایی        | رهی معیری    | امید سیّاره | امید سیّاره |

### ساقی رضوان(۱۳۷۵)
ناشر: پیام اسلام
| نام ترانه               | ترانه‌سرا     | آهنگساز       | تنظیم کننده |
| ----------------------- | ------------ | ------------- | ----------- |
| در آرزوی وصال           | سعدی         | مهرداد پازوکی |             |
| چشمهٔ نوش                | حافظ         | مهرداد پازوکی |             |
| تصنیف آواز بلند (بیداد) | ه.آ.سایه     | مهرداد پازوکی |             |
| دلشدگان                 | حافظ         | مهرداد پازوکی |             |
| بدون کلام در آرزوی وصال |              | مهرداد پازوکی |             |
| شکوه‌ها                  | محمود شاهرخی | مهرداد پازوکی |             |
| سوز و نیاز              | حافظ         | مهرداد پازوکی |             |
| سوگند                   | مولوی        | مهرداد پازوکی |             |
| غم عشق (مرا می بینی)    | حافظ         | مهرداد پازوکی |             |

### زورق مهتاب(۱۳۷۶)
ناشر:
| نام ترانه    | ترانه‌سرا    | آهنگساز       | تنظیم کننده |
| ------------ | ----------- | ------------- | ----------- |
| زورق مهتاب   | مشفق کاشانی | سید محمد ساعد |             |
| کاروان       | سعدی        | سید محمد ساعد |             |
| رقص مینیاتور |             | سید محمد ساعد |             |
| وصال         | عراقی       | سید محمد ساعد |             |
| نقش دل       | صفا لاهوتی  | سید محمد ساعد |             |
| قطعهٔ پرواز   |             | سید محمد ساعد |             |
| ساقی نامه    | مشفق کاشانی | سید محمد ساعد |             |
| آفتاب جان    | مشفق کاشانی | سید محمد ساعد |             |
| بادهٔ شوق     | صفا لاهوتی  | سید محمد ساعد |             |

### ناز و نیاز(۱۳۷۷)
این آلبوم دارای ۶ قطعه بوده که اشعار تمامی آن‌ها از علی معلم است. تنظیم این آلبوم از فریدون شهبازیان و بر مبنای ملودی‌های مختاباد می‌باشد.
ناشر: مرکز موسیقی حوزه هنری
| نام ترانه             | ترانه‌سرا | ملودی   | موسیقی          | زمان  |
| --------------------- | -------- | ------- | --------------- | ----- |
| سرود فرشته            | علی معلم | مختاباد | فریدون شهبازیان | ۰۶:۳۳ |
| ساز و آواز (دل مسکین) | علی معلم | مختاباد | فریدون شهبازیان | ۱۴:۳۴ |
| عید آدینه             | علی معلم | مختاباد | فریدون شهبازیان | ۰۷:۳۴ |
| سبوی سحر              | علی معلم | مختاباد | فریدون شهبازیان | ۰۴:۱۶ |
| ساز و آواز (مست ناز)  | علی معلم | مختاباد | فریدون شهبازیان | ۱۷:۴۵ |
| قیام شمشاد            | علی معلم | مختاباد | فریدون شهبازیان | ۰۷:۳۶ |

### هم‌نوا(۱۳۷۸)
ناشر: سروش
| نام ترانه     | ترانه‌سرا    | آهنگساز     | تنظیم‌کننده |
| ------------- | ----------- | ----------- | ---------- |
| همنوا         | مشفق کاشانی | مجید اخشابی |            |
| صفای دل       | صائب تبریزی | مجید اخشابی |            |
| نوبهار عشق    | رهی معیری   | مجید اخشابی |            |
| سودای دل      | مولوی       | مجید اخشابی |            |
| لالهٔ صبح بهار | شفیعی کدکنی | مجید اخشابی |            |
| گوشهٔ غم       | صائب تبریزی | مجید اخشابی |            |
| ماجرای دل     | اکبر آزاد   | مجید اخشابی |            |
| سرگشته        | بابا طاهر   | مجید اخشابی |            |

### غوغای جان(۱۳۷۸)
ناشر:
| نام ترانه              | ترانه‌سرا      | آهنگساز     | تنظیم‌کننده  |
| ---------------------- | ------------- | ----------- | ----------- |
| تصنیف جوانی            | شهریار        | ملیحه سعیدی | ملیحه سعیدی |
| تکنوازی قانون          |               | ملیحه سعیدی | ملیحه سعیدی |
| دشتی                   |               | ملیحه سعیدی | ملیحه سعیدی |
| حالا چرا               | شهریار        | ملیحه سعیدی | ملیحه سعیدی |
| غوغا                   |               | ملیحه سعیدی | ملیحه سعیدی |
| دام صیاد               | شعر قدیمی     | ملیحه سعیدی | ملیحه سعیدی |
| حزین                   |               | ملیحه سعیدی | ملیحه سعیدی |
| تکنوازی نی فرود به ترک |               | ملیحه سعیدی | ملیحه سعیدی |
| بس کن ای دل            | پژمان بختیاری | ملیحه سعیدی | ملیحه سعیدی |
| بیات ترک               |               | ملیحه سعیدی | ملیحه سعیدی |
| تکنوازی نی-فروهری      |               | ملیحه سعیدی | ملیحه سعیدی |
| شکسته سازی             |               | ملیحه سعیدی | ملیحه سعیدی |
| مرغ بهشتی              | شهریار        | ملیحه سعیدی | ملیحه سعیدی |

### قاصدک(۱۳۸۲)
ناشر:
| نام ترانه     | ترانه‌سرا        | آهنگساز           | تنظیم‌کننده    |
| ------------- | --------------- | ----------------- | ------------- |
| دل آوا        | مجتبی خوش‌ضمیر   | سید مجتبی خوش‌ضمیر | سید محمد ساعد |
| ابر بهار      | علیرضا قزوه     | سید مجتبی خوش‌ضمیر | سید محمد ساعد |
| آواز (وصال)   | حافظ            | سید مجتبی خوش‌ضمیر | سید محمد ساعد |
| بازی عشق      | حافظ            | سید مجتبی خوش‌ضمیر | سید محمد ساعد |
| آواز دشتستانی | حافظ            | سید مجتبی خوش‌ضمیر | سید محمد ساعد |
| قاصدک         | مهدی اخوان ثالث | سید مجتبی خوش‌ضمیر | سید محمد ساعد |

### نقش خیال(۱۳۸۲)
ناشر: سروش
| نام ترانه                    | ترانه‌سرا    | آهنگساز        | تنظیم‌کننده |
| ---------------------------- | ----------- | -------------- | ---------- |
| نقش خیال                     | حافظ        | علی رحیمیان    |            |
| راز نغمه‌ها                   | مشفق کاشانی | مهیار فیروزبخت |            |
| یار با ما بی وفایی می‌کند     | سعدی        | مهیار فیروزبخت |            |
| فکر بلبل (فکر بلبل همه آنست) | حافظ        | حسین فرهادپور  |            |
| ذوق تماشا                    | حزین لاهیجی | ساعد           |            |
| سِرِ عشق                       | عطار        | محمد بیگلری‌پور |            |
| خلوتگه پارسایی (ابو عطا)     | حافظ        | سید محمد ساعد  |            |
| همای قاف قرب                 | مولانا      | علی رحیمیان    |            |

### رنگین کمان عشق(۱۳۸۳)
ناشر:
| نام ترانه      | ترانه‌سرا | آهنگساز           | تنظیم‌کننده |
| -------------- | -------- | ----------------- | ---------- |
| رنگین کمان عشق |          | سید محمد میرزمانی |            |
| همای رحمت      |          | سید محمد میرزمانی |            |
| عشق ازلی       |          | سید محمد میرزمانی |            |
| سیل توحیدیان   |          | سید محمد میرزمانی |            |
| لبالب ز آتش    |          | سید محمد میرزمانی |            |

### بهشت من(۱۳۸۴)
ناشر:
| نام ترانه     | ترانه‌سرا         | آهنگساز | تنظیم‌کننده    |
| ------------- | ---------------- | ------- | ------------- |
| شب‌های رؤیایی  | بامداد جویباری   |         | سامان احتشامی |
| زمزمه         | بامداد جویباری   |         | سامان احتشامی |
| یار بیگانه    | بیژن ترقی        |         | سامان احتشامی |
| کشتی شکستگان  | سعدی حافظ        |         | سامان احتشامی |
| قطعهٔ ضربی     |                  |         | سامان احتشامی |
| بهشت من (شور) | اسماعیل نواب صفا |         | سامان احتشامی |

### اشک مهتاب(۱۳۸۴)
ناشر: سروش
| نام ترانه   | ترانه‌سرا       | آهنگساز      | تنظیم‌کننده |
| ----------- | -------------- | ------------ | ---------- |
| گلبن ناز    | محمدعلی شیرازی | احمدعلی راغب |            |
| اشک ارغوانی | ساعد باقری     | احمدعلی راغب |            |
| فانوس       | ساعد باقری     | احمدعلی راغب |            |
| بهار گریه   | ساعد باقری     | احمدعلی راغب |            |
| مهتاب       | نیما یوشیج     | احمدعلی راغب |            |
| کوچه        | فریدون مشیری   | احمدعلی راغب |            |
| نماشون      | سید محسن عمادی | احمدعلی راغب |            |
| خواهم آمد   | محمدعلی شیرازی | احمدعلی راغب |            |
| بزم نیستی   | بیدل دهلوی     | احمدعلی راغب |            |

### ماه مجلس(۱۳۸۶)
ناشر:
| نام ترانه                               | ترانه‌سرا       | آهنگساز | تنظیم‌کننده |
| --------------------------------------- | -------------- | ------- | ---------- |
| به انتظار (بیات اصفهان)                 | بامداد جویباری |         |            |
| نوبهار حسن (مرکب خوانی در اصفهان و شور) | مولوی          |         |            |
| درخت دوستی (شور)                        | حافظ           |         |            |
| آواز (شور و فرود به اصفهان)             | مولوی          |         |            |
| فروغ زندگی (اصفهان)                     | بامداد جویباری |         |            |
| مستانه (ماهور)                          | مولوی          |         |            |
| آواز: سر وصال (ماهور)                   | مولوی          |         |            |
| تصنیف: در خیال (ماهور)                  | اکبر بهداروند  |         |            |
| ادامهٔ آواز: سر وصال (ماهور)             | مولوی          |         |            |
| رستخیز (ماهور)                          | مولوی          |         |            |

### سپید و سیاه(۱۳۸۷)
ناشر:
| نام ترانه          | ترانه‌سرا        | آهنگساز  | تنظیم‌کننده    |
| ------------------ | --------------- | -------- | ------------- |
| سفید و سیاه        | معینی کرمانشاهی | عماد رام | بهزاد خدارحمی |
| بوی بهار میدهد     | معینی کرمانشاهی | عماد رام | بهزاد خدارحمی |
| بهار من گدشته شاید | معینی کرمانشاهی | عماد رام | بهزاد خدارحمی |
| از خانه تا میخانه  | معینی کرمانشاهی | عماد رام | بهزاد خدارحمی |
| چشمان سبز          | معینی کرمانشاهی | عماد رام | بهزاد خدارحمی |
| نیاز               | معینی کرمانشاهی | عماد رام | بهزاد خدارحمی |
| شاهد غم            | معینی کرمانشاهی | عماد رام | بهزاد خدارحمی |

### سایه دوست(۱۳۹۰)
ناشر:
| نام ترانه       | ترانه‌سرا            | آهنگساز           | تنظیم‌کننده        |
| --------------- | ------------------- | ----------------- | ----------------- |
| از شرم در حجابم | حافظ                | عبدالحسین مختاباد | عبدالحسین مختاباد |
| حدیث دل         |                     | عبدالحسین مختاباد | عبدالحسین مختاباد |
| کاروان ناله     | مهرداد اوستا        | عبدالحسین مختاباد | عبدالحسین مختاباد |
| سودایی          | شمس مغربی           | عبدالحسین مختاباد | عبدالحسین مختاباد |
| نشان در بی نشان | عبدالجبار کاکایی    | عبدالحسین مختاباد | عبدالحسین مختاباد |
| سماع سوختن      | هوشنگ ابتهاج        | عبدالحسین مختاباد | عبدالحسین مختاباد |
| پیمانهٔ خالی     | شعر از شاعری افغانی | عبدالحسین مختاباد | عبدالحسین مختاباد |
| کهربا           | هوشنگ ابتهاج        | عبدالحسین مختاباد | عبدالحسین مختاباد |

### سیاه‌مشق(۱۳۹۵)
ناشر: انجمن موسیقی ایران
| نام ترانه               | ترانه‌سرا       | آهنگساز        | تنظیم‌کننده    |
| ----------------------- | -------------- | -------------- | ------------- |
| سرگشته                  | اسحاق انور     | محلی           | بهزاد خدارحمی |
| چشم به راه (کوچه باغ)   | قدمعلی سرامی   | حسن یوسف‌زمانی  | بهزاد خدارحمی |
| به من نخند              | سعید دبیری     | صدرالدین مهوان | بهزاد خدارحمی |
| مجنون بی لیلا (مریم)    | اسحاق انور     | ایرج امیرنظامی | بهزاد خدارحمی |
| بی وفا (گل آغوش)        | جهانبخش پازوکی | جهانبخش پازوکی | بهزاد خدارحمی |
| چرا چرا                 | سیمین بهبهانی  | حبیب‌الله بدیعی | بهزاد خدارحمی |
| شمع شبانه               | تورج نگهبان    | مجید وفادار    | بهزاد خدارحمی |
| آرزوی فردا              | جهانبخش پازوکی | جهانبخش پازوکی | بهزاد خدارحمی |
| شب انتظار (منتظرت بودم) | محمود صانعی    | مجید وفادار    | بهزاد خدارحمی |

## تک‌آهنگ‌ها
| نام ترانه | ترانه‌سرا      | آهنگساز | تنظیم‌کننده |
| --------- | ------------- | ------- | ---------- |
| آن لحظه‌ها | شفیعی کدکنی   | مختاباد |            |
| ترک ختا   | خواجوی کرمانی | مختاباد |            |